# لويس رودريغيز (مساعد سائق)
لويس رودريغيز (بالإسبانية: Luis Rodríguez Moya)‏ (و. 1960  م) هو مساعد سائق ‏ إسباني، ولد في لا كورونيا.

## جوائز
حصل على جوائز منها:
- الميدالية الذهبية للاستحقاق الرياضي في إسبانيا ‏.